# Autotalo
La Maison de l'auto (en finnois : Autotalo) désigne deux bâtiments construits dans le quartier de Kamppi à Helsinki  en Finlande.

## Description
L'Autotalo est voisine de la station de métro Kamppi. 
Elle est bordée par les rues Salomonkatu au sud, Fredrikinkatu à l'est et Runeberginkatu à l'ouest.
L'Autotalo comprend deux tours de 12 étages et Autotalo désigne aussi la partie septentrionale de son îlot urbain.